# Слободан Батричевић
Слободан Батричевић (Београд, 3. јануар 1958) бивши је југословенски и српски фудбалер, фудбалски тренер и репрезентативац Југославије.

## Каријера
Рођен је 3. јануара 1958. године у Београду. Фудбалску афирмацију је стекао у ОФК Београду. Задржао се у клубу девет сезона, а за „романтичаре“ са Карабурме је одиграо 153 првенствене утакмице и постигао 6 голова.
Целокупну инострану каријеру је остварио у Аустрији, где је наступaо за неколико клубова: Ферст Беч, Кремсер и ЛАСК Линц.
За репрезентацију Југославије одиграо је једну утакмицу. Наступио је на пријатељској утакмици против Румуније 30. марта 1983. године у Темишвару (победа 2:0).
Након завршене играчке каријере почео је да ради као тренер, а био је шеф стручног штаба у неколико аустријских клубова.